# Partido Renovador Democrático (Portugal)
O Partido Renovador Democrático (PRD) foi um partido português criado em 1985, cuja figura mais icónica foi Ramalho Eanes, que era na época o presidente da República e depois liderado por Hermínio Martinho.

## História

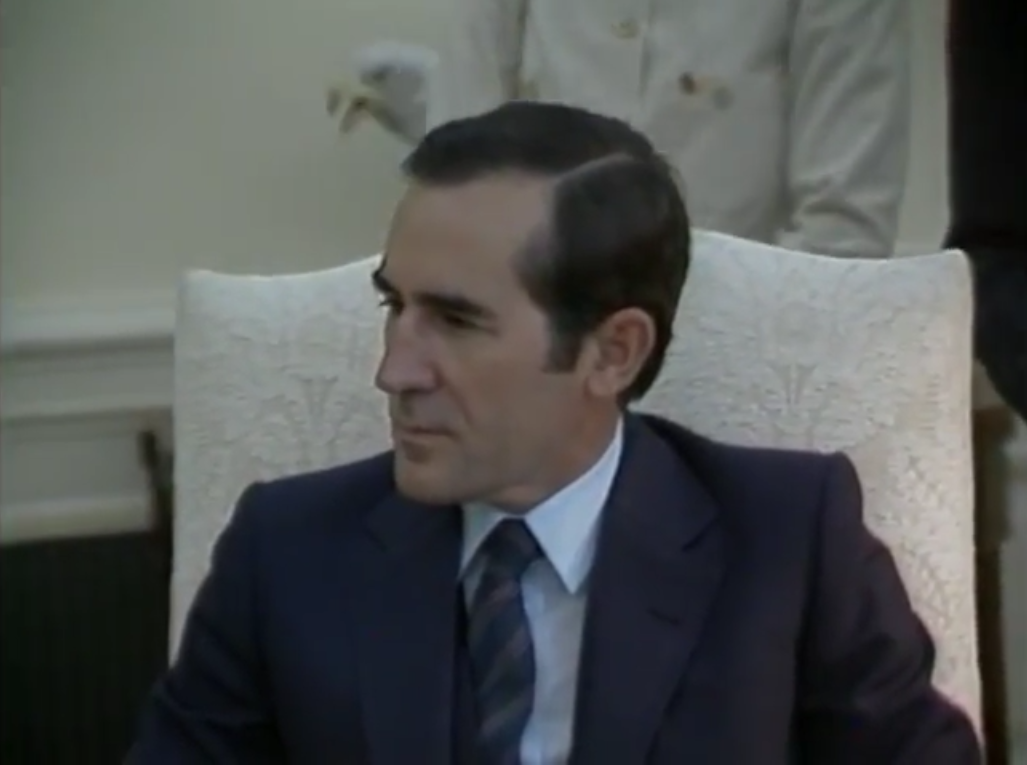
O PRD foi fundado em torno da figura de Ramalho Eanes

Aproveitando os efeitos demolidores da política de austeridade posta em prática pelo governo PS–PSD (1983-1985), o PRD veio a ser o grande beneficiário da dissolução parlamentar de 1985, decidida pelo próprio general Eanes no termo do seu segundo mandato. Conseguiu obter uma votação muito próxima do PS, a quem captou eleitorado, chegando a ser o terceiro maior partido parlamentar.
Nas eleições locais de 1985 revelou fragilidades e insipiência organizativa e, nas presidenciais apoiou a candidatura de Salgado Zenha, sendo esta afastada da segunda volta. Em 1987, é o PRD que desfere o golpe mortal no governo minoritário do PSD, ao fazer aprovar uma moção de censura no Parlamento. Contudo, após a dissolução parlamentar, deu-se o quase desaparecimento do partido da Assembleia, já que não conseguiu eleger mais do que 7 deputados em lugar dos 45 que dispunha na assembleia dissolvida.
Entretanto, o próprio Ramalho Eanes assumiu a liderança do partido, liderança que pouco tempo depois abandonou em virtude do desastre eleitoral, cedendo de novo o lugar a Hermínio Martinho. Nas eleições para o Parlamento Europeu de 1989, o partido ainda fez um acordo com o PS, conseguindo eleger um deputado na lista socialista com o estatuto de independente (Pedro Canavarro). Martinho e muitos fundadores do partido afastaram-se.
Numa tentativa de refundar o projeto, um grupo de militantes que haviam constituído a Renovação 2000, liderados por Pedro Canavarro, Carlos Costa Santos (Presidente da JRD) e Jorge Larsen assumem a liderança do partido. No entanto nas eleições legislativas de 1991, o PRD, já dirigido por Canavarro, perdeu a representação parlamentar. Até à sua extinção, foi dirigido por Manuel Vargas Loureiro.
Fundado como partido de matriz centrista com inclinação à esquerda, o PRD viu o seu espectro político totalmente mudado para a extrema-direita após a aprovação de novos estatutos na VII Convenção Nacional, ao ser refundado e ver o nome alterado para Partido Nacional Renovador (PNR), refundação aprovada pelo Tribunal Constitucional em 2000, com a adesão de elementos do Movimento de Acção Nacional (MAN).

## Ideologia
A matriz do partido era essencialmente reformista, defendendo, de acordo com a sua Declaração de Princípios, entre outros:
- o reforço dos poderes do Presidente da República[11];
- o reforço dos poderes de fiscalização da Assembleia da República[11];
- consagração do referendo para matérias específicas[11];
- independência dos deputados[11];
- reforma do sistema judicial[11];
- a economia ao serviço das pessoas e da sociedade[11];
- planeamento da economia como sistema orientador do desenvolvimento da economia, mais propriamente na redistribuição[11];
- reforma da educação, com um novo modelo pedagógico para formar os futuros cidadãos da República[11];
- reforma da Administração Pública[11];
- formulação de uma política de juventude, voltada para ajudar os jovens no seu primeiro emprego, habitação para jovens casais, da formação cultural, intelectual e profissional[11];
- reforço das autonomias regionais dos Açores e da Madeira[11];
- introdução de formas participadas de planeamento ao nível local, regional e nacional[11];
- novo modelo de crescimento económico que não comprometa o equilíbrio ecológico[11];
- fim da dependência económica externa, nomeadamente no domínio tecnológico, alimentar, energético[11].

### Facções internas
A partir das eleições de 1987, começaram a manifestar-se três correntes internas:
- Mais à esquerda, de base distrital: por exemplo, Jorge Pegado Liz e Magalhães Mota[12][13]
- Mais ao centro, de base nacional: por exemplo, Hermínio Martinho e José Carlos Vasconcelos[12][13]
- Mais populista: por exemplo, Sequeira Afonso[12][13]

## Resultados Eleitorais

### Eleições legislativas
| Data | Líder                 | Cl. | Votos     | %              | +/-   | Deputados | +/- | Status            | Notas |
| ---- | --------------------- | --- | --------- | -------------- | ----- | --------- | --- | ----------------- | ----- |
| 1985 | Hermínio Martinho     | 3.º | 1 038 893 | 17,92 / 100,00 |       | 45 / 250  |     | Apoio parlamentar |       |
| 1987 | António Ramalho Eanes | 4.º | 278 561   | 4,91 / 100,00  | 13,01 | 7 / 250   | 38  | Oposição          |       |
| 1991 | Pedro Canavarro       | 6.º | 35 077    | 0,61 / 100,00  | 4,30  | 0 / 230   | 7   | Extra-parlamentar |       |

### Eleições europeias
| Data | Cabeça de lista        | Cl.              | Votos            | %                | +/-              | Deputados | +/-     | Notas |
| ---- | ---------------------- | ---------------- | ---------------- | ---------------- | ---------------- | --------- | ------- | ----- |
| 1987 | José Medeiros Ferreira | 5.º              | 250 158          | 4,44 / 100,00    |                  | 1 / 24    |         |       |
| 1989 | Pedro Canavarro        | Nas listas do PS | Nas listas do PS | Nas listas do PS | Nas listas do PS | 1 / 24    | Estável |       |
| 1994 | Manuel Vargas Loureiro | 13.º             | 5 941            | 0,20 / 100,00    |                  | 0 / 25    | 1       |       |

### Eleições presidenciais
| Data | Candidato apoiado | 1.ª Volta | 1.ª Volta | 1.ª Volta      | 2.ª Volta | 2.ª Volta | 2.ª Volta |
| Data | Candidato apoiado | Cl.       | Votos     | %              | Cl.       | Votos     | %         |
| ---- | ----------------- | --------- | --------- | -------------- | --------- | --------- | --------- |
| 1986 | Salgado Zenha     | 3.º       | 1 185 867 | 20,88 / 100,00 |           |           |           |

### Eleições autárquicas
| Data | Cl.  | Votos   | %             | +/-     | Presidentes CM | +/-     | Vereadores | +/-     |
| ---- | ---- | ------- | ------------- | ------- | -------------- | ------- | ---------- | ------- |
| 1985 | 5.º  | 230 125 | 4,74 / 100,00 |         | 3 / 305        |         | 49 / 1 975 |         |
| 1989 | 7.º  | 38 452  | 0,78 / 100,00 | 3,96    | 0 / 305        | 3       | 4 / 1 997  | 45      |
| 1993 | 11.º | 1 455   | 0,03 / 100,00 | 0,75    | 0 / 305        | Estável | 0 / 2 006  | 4       |
| 1997 | 16.º | 1 483   | 0,03 / 100,00 | Estável | 0 / 305        | Estável | 0 / 2 021  | Estável |

| Municípios             | 1985   | 1985 | 1989        | 1989        | 1993   | 1993 | 1997  | 1997 |
| ---------------------- | ------ | ---- | ----------- | ----------- | ------ | ---- | ----- | ---- |
| Abrantes               | 1 / 7  | 4.º  | 0 / 7       | 4.º         |        |      |       |      |
| Almada                 | 1 / 11 | 3.º  |             |             |        |      |       |      |
| Almeirim               | 3 / 7  | 1.º  | 2 / 7       | 2.º         |        |      |       |      |
| Barreiro               | 1 / 9  | 4.º  | 0 / 9       | 4.º         |        |      |       |      |
| Belmonte               | 2 / 5  | 1.º  | PRD-MDP/CDE | PRD-MDP/CDE |        |      |       |      |
| Caldas da Rainha       | 1 / 7  | 3.º  |             |             |        |      |       |      |
| Carrazeda de Ansiães   | 1 / 5  | 3.º  | 0 / 5       | 4.º         |        |      |       |      |
| Cartaxo                | 2 / 7  | 2.º  | 0 / 7       | 4.º         |        |      |       |      |
| Cascais                | 1 / 11 | 5.º  |             |             |        |      |       |      |
| Castelo Branco         | 1 / 7  | 2.º  | 0 / 7       | 5.º         |        |      |       |      |
| Castro Marim           | 1 / 5  | 3.º  | 0 / 5       | 3.º         |        |      |       |      |
| Coimbra                | 1 / 11 | 4.º  |             |             |        |      |       |      |
| Coruche                | 1 / 7  | 3.º  |             |             |        |      |       |      |
| Covilhã                | 1 / 7  | 4.º  | PCP-PEV-PRD | PCP-PEV-PRD |        |      |       |      |
| Elvas                  | 0 / 7  | 4.º  | 1 / 7       | 3.º         | 0 / 7  | 4.º  | 0 / 7 | 4.º  |
| Entroncamento          | 2 / 7  | 2.º  | 0 / 7       | 4.º         |        |      |       |      |
| Figueira da Foz        | 1 / 7  | 3.º  |             |             |        |      |       |      |
| Fundão                 | 1 / 7  | 3.º  |             |             |        |      |       |      |
| Gavião                 | 1 / 5  | 2.º  |             |             |        |      |       |      |
| Golegã                 | 1 / 5  | 3.º  |             |             |        |      |       |      |
| Lagoa                  | 1 / 7  | 3.º  |             |             |        |      |       |      |
| Lagos                  | 2 / 7  | 2.º  | 0 / 7       | 4.º         |        |      |       |      |
| Lamego                 | 3 / 7  | 1.º  |             |             |        |      |       |      |
| Mêda                   | 1 / 5  | 3.º  |             |             |        |      |       |      |
| Moita                  | 1 / 7  | 3.º  |             |             |        |      |       |      |
| Monforte               | 1 / 5  | 2.º  |             |             |        |      |       |      |
| Montemor-o-Velho       | 1 / 7  | 3.º  |             |             |        |      |       |      |
| Moura                  | 1 / 7  | 3.º  |             |             |        |      |       |      |
| Nazaré                 | 1 / 7  | 3.º  | 1 / 7       | 4.º         |        |      |       |      |
| Oeiras                 | 1 / 11 | 4.º  |             |             | 0 / 11 | 7.º  |       |      |
| Palmela                | 1 / 7  | 3.º  | 0 / 7       | 4.º         |        |      |       |      |
| Ponta Delgada          | 1 / 7  | 1.º  |             |             |        |      |       |      |
| Porto                  | 1 / 13 | 5.º  | 0 / 13      | 5.º         |        |      |       |      |
| Povoação               | 1 / 5  | 3.º  |             |             |        |      |       |      |
| Salvaterra de Magos    | 1 / 7  | 3.º  |             |             |        |      |       |      |
| Santarém               | 1 / 9  | 4.º  | 0 / 9       | 4.º         |        |      |       |      |
| Setúbal                | 1 / 9  | 3.º  | PCP-PEV-PRD | PCP-PEV-PRD |        |      |       |      |
| Sintra                 | 1 / 11 | 4.º  | 0 / 11      | 4.º         |        |      |       |      |
| Trancoso               | 1 / 7  | 3.º  |             |             |        |      |       |      |
| Tomar                  | 1 / 7  | 5.º  |             |             |        |      |       |      |
| Viana do Castelo       | 2 / 9  | 2.º  | 0 / 9       | 5.º         |        |      |       |      |
| Vila Nova da Barquinha | 1 / 5  | 2.º  | 0 / 5       | 4.º         |        |      |       |      |
| Vila Nova de Gaia      | 1 / 11 | 4.º  |             |             |        |      |       |      |

## Lista de presidentes
- Hermínio Martinho (1985-1986)
- António Ramalho Eanes (1986-1988)
- Hermínio Martinho (1988-1990)
- Pedro Canavarro (1990-1992)
- Manuel Vargas Loureiro (1992-2000)

## Militantes eleitos para cargos públicos

### Lista de deputados eleitos
Aveiro:
- Aníbal José da Costa Campos
- Rui de Sá e Cunha

Braga:
- António José Fernandes
- Sérgio Machado dos Santos
- Eurico Lemos Pires

Bragança:
- Fernando Dias de Carvalho
- António José Marques Mendes

Coimbra:
- Arménio Ramos de Carvalho
- Carlos Artur Trindade de Sá Furtado

Évora:
- Joaquim Carmelo Lobo

Faro:
- António Magalhães Barros Feu
- João Barros Madeira

Leiria:
- José Alberto Paiva Seabra Rosa
- António Lopes Marques

Lisboa:
- Carlos Jorge Mendes Corrêa Gago
- José Manuel de Medeiros Ferreira
- José Carlos Torres Matos de Vasconcelos
- Vasco da Gama Lopes Fernandes
- Joaquim Jorge de Magalhães Saraiva da Mota
- José Carlos Pereira Lilaia
- Ivo Jorge de Almeida dos Santos Pinho
- Vasco Pinto da Silva Marques
- Jorge Pegado Liz
- Manuel dos Santos Messias Silvestre
- Maria Cristina Gomes da Silva Cardoso de Albuquerque
- Alexandre Manuel da Fonseca Leite
- Carlos Alberto da Silva Narciso Martins

Porto:
- Maria da Glória Moreira da Costa Padrão e Costa Carvalho
- José da Silva Lopes
- Bártolo de Paiva Campos
- José Maria Vieira Dias de Carvalho
- Francisco Barbosa da Costa
- José Rodrigo Carneiro da Costa Carvalho
- Jaime Manuel Coutinho Gomes da Silva Ramos
- António Eduardo Andrade de Sousa Pereira

Santarém:
- Hermínio Paiva Fernandes Martinho
- Francisco Armando Fernandes
- Paulo Manuel Quintão Guedes de Campos

Setúbal:
- António Alves Marques Júnior
- Ana da Graça Carreira Gonçalves Crujeira Antunes
- José Caeiro Passinhas
- Carlos Joaquim de Carvalho Ganopa

Viana do Castelo:
- Agostinho Correia de Sousa

Viseu:
- João Teixeira Leão de Meireles

Açores:
- Roberto de Sousa Rocha Amaral

(fonte:)
Lisboa:
- António dos Santos Ramalho Eanes
- Carlos Jorge Mendes Corrêa Gago
- Natália de Oliveira Correia
- Vasco da Gama Lopes Fernandes

Porto:
- José da Silva Lopes

Santarém:
- Hermínio Paiva Fernandes Martinho

Setúbal:
- António Alves Marques Júnior

(fonte:)

### Lista de deputados eleitos para o Parlamento Europeu
- José Manuel de Medeiros Ferreira

- Pedro Manuel Guedes de Passos Canavarro

### Lista de presidentes da Câmara eleitos
Almeirim:
- Alfredo Calado

Belmonte:
- António de Almeida Garcia

Lamego:
- António Ferreira